# Busch (Familienname)
Busch ist ein deutscher Familienname.

## Herkunft und Bedeutung
Busch ist die Bezeichnung vielerlei Dinge, siehe dazu Busch.

## Namensträger

### A
- Adam Busch (* 1978), US-amerikanischer Schauspieler
- Adolf Busch (1891–1952), deutscher Geiger und Komponist
- Adolphus Busch (1839–1913), deutschamerikanischer Unternehmer
- Albert Busch (Landwirt) (1878–1946), deutscher Landwirt und Abgeordneter des Hannoverschen Provinziallandtages
- Albert Busch (Linguist) (* 1961), deutscher Germanist, Linguist und Hochschullehrer
- Alberto Natusch Busch (1933–1994), bolivianischer Militär und Politiker, Präsident 1979
- Alexander Busch (Soziologe), deutscher Soziologe und Statistiker
- Alexander Busch (Journalist) (* 1963), deutscher Journalist
- Alexander Busch (* 2003), dänischer Fußballspieler
- Alexandra W. Busch (* 1975), deutsche Provinzialrömische Archäologin
- Alfred Busch (Manager, 1893) (1893–1952), deutscher Bankenmanager
- Alfred Busch (Manager, 1914) (1914–2006), US-amerikanischer Unternehmer und Wirtschaftsmanager deutschbaltischer Herkunft
- André Busch (1913–??), französischer Wasserballspieler
- Andrea C. Busch (1963–2008), deutsche Schriftstellerin
- Andreas Busch (Heimatforscher) (1883–1972), deutscher Landwirt und Heimatforscher
- Andreas Busch (Politikwissenschaftler) (* 1962), deutscher Politikwissenschaftler und Hochschullehrer
- Andreas Busch (Geologe) (* 1976), deutscher Geologe und Hochschullehrer
- Andreas Kaspar Friedrich Busch (1798–1877), deutscher Theologe und Hochschullehrer, siehe Friedrich Busch (Theologe, 1798)
- Anton Busch (1763–1836), deutscher Schöffe und Politiker, Bürgermeister von Limburg an der Lahn
- Arnold Busch (1876–1951), deutscher Maler und Grafiker
- Arthur Busch (1900–1982), deutscher Politiker (SPD)
- Astrid Busch (* 1968), deutsche bildende Künstlerin
- August Busch (Statistiker) (1872–1957), deutscher Statistiker
- August Anheuser Busch, Sr. (1865–1934), US-amerikanischer Brauereiunternehmer
- August Anheuser Busch (1899–1989), US-amerikanischer Brauerei- und Baseballunternehmer, siehe Gussie Busch
- August Anheuser Busch (* 1937), US-amerikanischer Brauereiunternehmer
- August Adolphus Busch (* 1964), US-amerikanischer Brauereiunternehmer
- August Ludwig Busch (1804–1855), deutscher Astronom
- August Otto Ernst von dem Busch (1704–1779), deutscher Porzellanmaler
- Auguste Busch (1829–1907), deutsche Pädagogin und Schulgründerin
- Axel Busch (Architekt) (* 1940), deutscher Architekt und Stadtplaner

### B
- Beau Busch (* 1984), australischer Fußballspieler
- Bernd Busch (* 1954), deutscher Germanist, Leiter des Forums der Kunst- und Ausstellungshalle der Bundesrepublik Deutschland 1994–2003
- Bernhard Busch (* 1951), deutscher Handballspieler
- Bettina Busch (* 1939), deutsche Schauspielerin, siehe Bettina Bougie
- Birgit Busch (* 1956), deutsche Politikerin (SPD)
- Birgit Schmidt am Busch (* 1960), deutsche Juristin und Hochschullehrerin
- Brigitta Busch (* 1955), österreichisch-schweizerische Sprachwissenschafterin

### C
- Carl Busch (Verleger) (1836–1927), deutscher Verleger
- Carl Busch (Komponist) (1862–1943), amerikanischer Komponist dänischer Herkunft
- Carl Busch (Glasmaler) (1871–1948), deutscher Glasmaler und Heraldiker
- Carsten Busch (Medieninformatiker) (* 1963), deutscher Hochschullehrer
- Carsten Busch (Fußballspieler) (* 1980), deutscher Fußball-Torwart
- Charles Busch (* 1954), US-amerikanischer Schauspieler
- Chia-Jung Busch (* 1983/1984), taiwanesisch-deutsche HNO-Ärztin und Hochschullehrerin
- Christian Busch (Turner) (1880–1977), deutscher Turner, Olympiateilnehmer und Sportfunktionär
- Christian Busch (Wirtschaftswissenschaftler) (* 1984), deutscher Wirtschaftswissenschaftler in den USA
- Christiane Busch-Lüty (1931–2010), deutsche Ökonomin
- Christine Busch (* 1966), deutsche Violinistin
- Christoph Busch (Hörspielautor) (* 1946), deutscher Journalist, Hörspiel- und Drehbuchautor
- Christoph Busch (Rechtswissenschaftler) (* 1975), deutscher Professor für deutsches und europäisches Privat- und Wirtschaftsrecht
- Christoph Busch (Soziologe) (* 1973), Politikwissenschaftler, Autor und  Referent für Rechtsextremismus beim Verfassungsschutz NRW
- Claudia Busch (* 1974), deutsche Diplomatin
- Clemens Busch (Diplomat) (1834–1895), deutscher Diplomat und Staatssekretär
- Clemens Busch (Verwaltungsjurist) (1879–1966), deutscher Jurist und Regierungspräsident
- Cornelius von dem Busch (1616–1657), deutscher Jurist und Politiker

### D
- Dagmar Busch, deutsche Verwaltungsbeamtin
- Dagmar Busch-Weise (* 1926), deutsche Musikforscherin
- Dietrich Wilhelm Heinrich Busch (1788–1858), deutscher Chirurg und Geburtshelfer
- Dirk Busch (Sänger) (* 1950), deutscher Sänger, Komponist und Soziologe
- Dirk Busch (Mediziner) (* 1966), deutscher Mediziner und Hochschullehrer
- Dominic Busch (* 1976), deutscher Kulturwissenschaftler
- Dorothea Zantner-Busch (1874–1962), deutsche Heimatschriftstellerin und Stifterin

### E
- Ebba Busch (* 1987), schwedische Politikerin (KD)
- Eberhard Busch (* 1937), deutsch-schweizerischer Theologe
- Eduard Louis Busch (1854–1932), deutscher Jurist und Richter
- Egon Busch (* 1938), deutscher Lehrer und Heimatforscher
- Emanuel Busch (* 1973), Schweizer Biologe und Hochschullehrer
- Emil Busch (1820–1888), deutscher Industrieller
- Emil Walter-Busch (* 1942), Schweizer Soziologe
- Erich Busch (* 1954), deutscher Fußballspieler
- Ernst Busch (Offizier) (1885–1945), deutscher Generalfeldmarschall
- Ernst Busch (Diplomat) (1887–1973), deutscher Diplomat
- Ernst Busch (Schauspieler) (1900–1980), deutscher Sänger und Schauspieler
- Ernst-Werner Busch (1928–2011), deutscher Biochemiker
- Eva Busch (1912–2001), deutsche Sängerin und Kabarettistin

### F
- Fabian Busch (* 1975), deutscher Schauspieler
- Felix Busch (1871–1938), deutscher Verwaltungsjurist
- Ferdinand Arnold von dem Busch (1810–1890), deutscher Jurist und Politiker
- Ferdinand Benjamin Busch (1797–1876), deutscher Jurist, Politiker und Bienenzüchter
- Fini Busch (1928–2001), deutsche Schlagertexterin
- Florian Busch (* 1985), deutscher Eishockeyspieler
- Franz Busch (Politiker, 1878) (1878–nach 1950), deutscher Politiker (LDP), MdL Sachsen-Anhalt
- Franz Busch (Politiker, 1922) (1922–1999), deutscher Politiker (SPD), MdL Nordrhein-Westfalen
- Franziska Busch (* 1985), deutsche Eishockeyspielerin
- Frederick Busch (1941–2006), US-amerikanischer Schriftsteller
- Frederik Busch (* 1974), deutscher Medienkünstler und Fotograf
- Frida Busch (1896–1976), deutsche Schriftstellerin
- Friedhelm Busch (* 1938), deutscher Wirtschaftsjournalist
- Friedrich Busch (Theologe, 1798) (Andreas Kaspar Friedrich Busch; 1798–1877), deutscher Theologe und Hochschullehrer
- Friedrich Busch (Mediziner) (Friedrich Carl Ferdinand Busch; 1844–1916), deutscher Chirurg und Zahnarzt
- Friedrich Busch (Lehrer) (1851–1931), deutscher Gymnasiallehrer und Meteorologe
- Friedrich Busch (Bibliothekar) (1891–1974), deutscher Bibliothekar
- Friedrich Busch (Gestapo) (1905–1995), deutscher SS-Offizier und Mitarbeiter des Bundesnachrichtendienstes
- Friedrich Busch (Theologe, 1909) (1909–1944), deutscher Theologe
- Friedrich Emil Busch (1820–1888), deutscher Optiker und Unternehmer
- Friedrich P. Busch (* 1938), deutscher Generalmajor
- Friedrich W. Busch (1938–2021), deutscher Pädagoge
- Fritz Busch (Manager) (1884–1958), deutscher Eisenbahnmanager
- Fritz Busch (1890–1951), deutscher Dirigent
- Fritz B. Busch (1922–2010), deutscher Journalist und Autor
- Fritz-Otto Busch (1890–1971), deutscher Marineoffizier und Schriftsteller

### G
- Gabriel Christoph Benjamin Busch (1759–1823), deutscher Geistlicher, Theologe und Schriftsteller
- Gabriele Busch-Salmen (* 1951), deutsche Querflötistin, Musikwissenschaftlerin und Hochschullehrerin
- Georg Busch (Bildhauer) (1862–1943), deutscher Bildhauer
- Georg Busch (Physiker) (1908–2000), Schweizer Physiker
- Georg Paul Busch († 1759), deutscher Kupferstecher
- Gerhard von dem Busch (1791–1868), deutscher Arzt
- Gerhard Busch (* 1957), deutscher Fußballspieler
- Germán Busch Becerra (1904–1939), bolivianischer Politiker, Präsident 1937 bis 1939
- Gernot Busch (* 1943), deutscher Wirtschaftsingenieur
- Gertrud Busch (1892–1970), deutsche Schriftstellerin und Vortragskünstlerin
- Grete Busch (1911–1997), deutsche Leichtathletin
- Gundi Busch (1935–2014), deutsche Eiskunstläuferin
- Günter Busch (Kunsthistoriker) (1917–2009), deutscher Kunsthistoriker
- Günter Busch (Fußballspieler, 1928) (* 1928), deutscher Fußballspieler
- Günter Busch (Fußballspieler, 1930) (1930–2006), deutscher Fußballtorwart und Fußballtrainer
- Günther Busch (1929–1995), deutscher Verlagslektor
- Gustav Busch (1896–1969), deutscher Lehrer, Heimatforscher, Chronist und NS-Propagandist
- Gustl Busch (auch Gustel Busch; 1900–1969), deutsche Schauspielerin

### H
- Hanno Busch (* 1975), deutscher Jazz-Gitarrist
- Hans Busch (Physiker) (1884–1973), deutscher Physiker
- Hans Busch (Generalmajor) (1887–1951), deutscher Generalmajor
- Hans Busch (Staatssekretär) (1896–1972), deutscher Beamter und Staatssekretär
- Hans Busch (Politiker, 1903) (1903–1956), deutscher Politiker, Bürgermeister von Jever
- Hans Busch (Kapellmeister) (1909–1996), deutscher Violinist und Kapellmeister
- Hans Busch (Architekt) (1911–1990), deutscher Architekt
- Hans Busch (Politiker, 1930) (1930–2019), deutscher Politiker (SPD)
- Hans Christof Müller-Busch (* 1943), deutscher Arzt und Hochschullehrer
- Hans-Christoph Schmidt am Busch (* 1967), deutscher Philosoph und Hochschullehrer
- Hans-Dieter Busch (Fußballspieler) (* 1935), deutscher Fußballspieler und -trainer
- Hans-Dieter Busch (Politiker) (1938–2009), deutscher Politiker (CDU)
- Hans-Günther Busch (1927–2007), deutscher Energietechniker und Funktionär
- Hans-Joachim Busch (* 1951), deutscher Sozialpsychologie und Supervisor
- Hans Karl Busch (* 1943), deutscher Bildhauer
- Hans Wilhelm Busch (* 1929), deutscher Postbeamter und Brigadegeneral der Bundeswehr
- Harald Busch (1904–1983), deutscher Kunsthistoriker, Schriftsteller und Fotograf
- Heidi Busch (* 1955), deutsche Politikerin (CDU)
- Heinrich Busch (1900–1929), deutscher Pianist und Komponist
- Heinrich Busch (Widerstandskämpfer) (1902–1960), deutscher Schiffsingenieur und Widerstandskämpfer gegen den Nationalsozialismus
- Heinz Busch (Schauspieler) (1923–2006), niederdeutscher Schauspieler und Autor
- Heinz Busch (MfS-Mitarbeiter) (1931–2021), deutscher Geheimdienstoffizier in der DDR
- Helmut Busch (1921–1998), deutscher Transfusionsmediziner und Hochschullehrer
- Hermann Busch (Jurist)  (1828–1902), Jurist, Sohn von Ferdinand Benjamin Busch
- Hermann Busch (1897–1975), deutscher Cellist
- Hermann Busch (Offizier) (1902–1976), deutscher Offizier der Luftwaffe
- Hermann Josef Busch (1943–2010), deutscher Musikwissenschaftler und Hochschullehrer
- Hinrich Busch († 1676), Opfer der Hexenverfolgung in Kiel, siehe Ein Metjen nahmens Preetzen
- Horst Busch (* 1965), deutscher Brigadegeneral des Heeres der Bundeswehr

### I
- Ilse Busch (1919–1991), deutsche Politikerin (SPD)
- Ina Busch (* 1950), deutsche Kunsthistorikerin
- Inga Busch (* 1968), deutsche Schauspielerin
- Ingeborg Busch (* 1943), deutsche Wasserspringerin
- Isidor Busch (1822–1898), tschechisch-österreichischer Schriftsteller, Publizist und Buchhändler

### J
- Jacob Busch (1786–nach 1824), deutscher Kaufmann und Mitglied der Deputiertenkammer des Nassauischen Landtags
- Jelisaweta Alexandrowna Busch (Elizaveta Busch; 1886–1960), Botanikerin
- Jessica Keilholz-Busch (* 1984), deutsche Kunsthistorikerin
- Jochim Busch (* 1986), deutscher Koch
- Johann Busch (Unternehmer) (1890–1969), Schweizer Unternehmer
- Johann Arnold von dem Busch (1782–1833), deutscher Amtmann
- Johann Balthasar Busch (1799–1865), deutscher Brauer und Politiker
- Johann Bartholomäus von Busch (1680–1739), deutscher Jurist, Hochschullehrer und Diplomat
- Johann Daniel Busch (1735–1787), deutscher Orgelbauer
- Johann David Busch (1755–1833), deutscher Mediziner, Pharmakologe und Veterinär
- Johann Dietrich Busch (1700–1753), deutscher Orgelbauer
- Johann Friedrich Busch (1753–1823), deutscher Böttcher und Politiker
- Johann Heinrich Busch (1816–1888), deutscher Unternehmensgründer
- Johann Jakob Busch (1727–1786), deutscher Mediziner
- Johann Joachim Busch (1720–1802), deutscher Architekt
- Johann Jürgen Busch (1758–1820), deutscher Bildhauer
- Johann Justus Busch (1647–1694), deutscher Theologe und Pfarrer
- Johann Moritz von dem Busch (1818–1912), deutscher Jurist und Richter
- Johannes Busch (Klosterreformer) (1399–1479/1480), niederländisch-deutscher Klosterreformer
- Johannes Busch (Evangelist) (1905–1956), deutscher evangelischer Pfarrer
- Johannes Karl Ludwig Busch (1869–1953), deutscher Architekt
- Jörg W. Busch (* 1959), deutscher Mittelalterhistoriker
- Josef Busch (Maler) (1865–1922), deutscher Maler
- Josef Busch (Gärtner) (1879–1956), deutscher Gärtner
- Josef Paul zum Busch (auch Joseph Paul zum Busch; 1867–1959), deutscher Chirurg
- Joseph Busch (1760–nach 1829), Gartenarchitekt
- Joseph Francis Busch (1866–1953), US-amerikanischer Geistlicher, Bischof von Saint Cloud
- Josephin Busch (* 1986), deutsche Sängerin und Schauspielerin
- Jost-Dietrich Busch (1935–2023), deutscher Verwaltungsjurist und Ministerialbeamter
- Julius Busch (Unternehmer) (1819–um 1900), deutscher Unternehmer und Firmengründer
- Julius Busch (1838–1912), deutscher Baumeister
- Julius Busch (Pastor) (1879–1907), deutsch-baltischer Pastor und Märtyrer
- Jürgen Busch (Bibliothekar) (1925–1965), deutscher Bibliothekar
- Jürgen Busch (Leichtathlet) (* 1942), deutscher Marathonläufer

### K
- Karl Busch (Politiker, 1808) (1808–1875), deutscher Politiker, MdL Baden
- Karl Busch (Schriftsteller) (1899–1942), deutscher Journalist, Schriftsteller und Politiker (NSDAP)
- Karl Busch (Kunsthistoriker) (1905–1964), deutscher Kunsthistoriker
- Karl Busch (Ingenieur) (1929–2025), deutscher Ingenieur und Unternehmer
- Karl Busch (Fußballspieler) (* 1934), deutscher Fußballspieler
- Karl August Busch (1886–1952), deutscher Pfarrer
- Karl-Franz Busch (1917–2003), deutscher Bauingenieur und Hochschullehrer
- Karl Gottfried Ferdinand von Busch (1733–1803), deutscher Generalmajor
- Karlheinz Busch (* 1945), deutscher Violoncellist
- Karl-Wilhelm Busch (1946–2021), deutscher Politiker (SPD)
- Kim Busch (* 1998), niederländische Schwimmerin
- Klaus Busch (* 1945), deutscher Politikwissenschaftler
- Konrad von Busch (1847–1910), deutscher Geistlicher, Bischof von Speyer
- Kurt Busch (Schauspieler) (1879–1954), deutscher Schauspieler
- Kurt Busch (Jurist) (1930–2015), deutscher Jurist, Oberstadtdirektor von Göttingen und Essen
- Kurt Busch (Physiker) (* 1967), deutscher Physiker und Hochschullehrer
- Kurt Busch (Rennfahrer) (* 1978), US-amerikanischer Automobilrennfahrer
- Kyle Busch (* 1985), US-amerikanischer Rennfahrer

### L
- Leo Busch (* 1968), deutsche Journalistin und Fernsehmoderatorin
- Lou Busch (1910–1979), US-amerikanischer Musiker, Songwriter und Produzent
- Ludwig Busch (1763–1822), deutscher katholischer Theologe

### M
- Mae Busch (1891–1946), australische Schauspielerin
- Manfred Busch (* 1954), deutscher Politiker
- Marcel Busch (* 1982), deutscher Fußballspieler
- Maren Busch (* 1996), deutsche Politikerin (parteilos)
- Markus Busch (Drehbuchautor) (* 1965), deutscher Drehbuchautor und Regisseur
- Markus Busch (Eishockeyspieler) (* 1981), deutscher Eishockeyspieler
- Marlies Busch (* 1956), deutsche Autorin
- Marnon Busch (* 1994), deutscher Fußballspieler
- Martin Busch (1896–1958), österreichischer Pädagoge und Alpenvereinsfunktionär
- Martin Busch (Journalist) (* 1973), deutscher Journalist, Radiomoderator und Autor
- Matthias Busch (Astronom) (* 1968), deutscher Astronom
- Matthias Busch (Politikdidaktiker) (* 1976), deutscher Politikdidaktiker
- Matthias Busch (Künstler) (* 1984), deutscher Synchronsprecher und Schauspieler sowie Übersetzer, Regisseur und Sänger
- Max Busch (Verleger) (1862/1863–1924), deutscher Verleger
- Max Busch (Chemiker) (1865–1941), deutscher Chemiker und Hochschullehrer
- Max Busch (Mediziner) (1886–1934), deutscher Pathologe und Hochschullehrer
- Max Busch (Sozialpädagoge) (Max Ernst Busch; 1922–1993), deutscher Sozialpädagoge, JVA-Leiter und Hochschullehrer
- Maximilian Busch (Geburtsname von Maximilian Lübbersmeyer; * 1988), deutscher Handballtrainer
- Michael Busch (Historiker) (* 1961), deutscher Historiker
- Michael Busch (Manager) (* 1964), deutscher Buchhandelsmanager
- Michael Busch (Filmemacher) (* 1965), deutscher Drehbuchautor und Filmregisseur
- Michael Busch (Leichtathlet) (* 1966), deutscher Mittelstreckenläufer
- Michael Busch (Tontechniker), deutscher Tontechniker
- Michael C. Busch (* 1957), deutscher Politiker
- Moritz Busch (1821–1899), deutscher Journalist und Schriftsteller

### N
- Nathanael Busch (* 1978), deutsch-schweizerischer Germanist, Mediävist und Hochschullehrer
- Nicolaus Busch (1864–1933), deutsch-baltischer Historiker
- Nikolai Adolfowitsch Busch (1869–1941), russischer Botaniker
- Nils Busch-Petersen (* 1963), deutscher Lobbyist und Politiker
- Niven Busch (1903–1991),  US-amerikanischer Schriftsteller und Drehbuch

### O
- Oscar Busch (1830–1916), deutscher Lehrer und Autor
- Otto Busch (Philosoph) (1841–1879), deutscher Philologe und Philosoph
- Otto Busch (Architekt), deutscher Architekt
- Otto Busch (Musiker) (1901–1985), deutscher Organist, Komponist und Musikpädagoge
- Otto Busch (Hockeyspieler) (1904–1983), dänischer Hockeyspieler

### P
- Paul Busch (Maler) (1889–1974), deutscher Maler und Zeichner
- Paul Busch (Physiker) (1955–2018), deutscher Physiker
- Paul Vincenz Busch (1850–1927), deutscher Zirkusdirektor
- Paula Busch (1886–1973), deutsche Zirkusdirektorin
- Peter Busch (Hymnologe) (1682–1744), deutscher Theologe und Hymnologe
- Peter Busch (Politiker) (* 1941), deutscher Politiker (CDU)
- Peter Busch (Künstler) (* 1947), deutscher Künstler
- Peter Busch (Schriftsteller) (* 1952), deutscher Schriftsteller und Maler
- Peter Busch (Theologe) (* 1965), deutscher evangelischer Theologe und Neutestamentler
- Peter Busch (Maler) (* 1971), deutscher Maler
- Petra Busch (* 1967), deutsche Schriftstellerin
- Pierre Busch (* 2000), deutscher Handballspieler

### R
- Ralf Busch (Kunsthistoriker) (* 1942), deutscher Kunsthistoriker und Museumsdirektor
- Ralf Busch (Physiker) (* 1963), deutscher Physiker
- Renate Busch, Geburtsname von Renate Gruber (1936–2022), deutsche Sammlerin und Förderin von Fotokunst aus Köln
- Richard Busch (1902–1967), deutscher Dialogbuchautor, Dialogregisseur, Drehbuchautor, Liedtexter und Regisseur
- Richard Busch (Jurist) (1893–1979), deutscher Jurist und Richter an Bundesgerichtshof
- Richard Busch-Zantner (1911–1942), deutscher Volkswirt und Südosteuropa-Historiker
- Robert Busch (Biochemiker) (* vor 1966), britischer Biochemiker
- Robert Busch (Eishockeyspieler) (* 1974), deutsch-kanadischer Eishockeyspieler
- Robert Busch (Filmproduzent), deutscher Filmproduzent
- Roland Busch (* 1964), deutscher Physiker und Vorstandsvorsitzender der Siemens AG
- Rolf vom Busch (1905–1971), deutscher Hoteldiener und verurteilter Mörder
- Rolf Busch (Regisseur) (1933–2014), deutscher Regisseur
- Rolf Busch-Matthiesen (* 1934), deutscher Maler
- Rolf D. Busch (* 1956), deutscher Journalist
- Rudolf Busch (Kunsthistoriker) (1876–1956), deutscher Kunsthistoriker, -sammler und Museumsdirektor
- Rudolf von Busch (1900–1956), deutscher Politiker
- Ruthild Busch-Schumann (1900–1989), deutsche Kinderbuchautorin und Illustratorin

### S
- Sabine Busch (* 1962), deutsche Leichtathletin
- Sebastian Busch (* 1992), deutscher Eishockeyspieler
- Sigi Busch (* 1943), deutscher Jazzmusiker
- Sira Busch (* 1993), deutsche Mathematikerin und Autorin
- Sofie Busch (* 1965), deutsche Malerin
- Stephan Busch (* 1966), deutscher Altphilologe
- Stevko Busch (* 1966), deutscher Pianist und Komponist
- Susanne Busch (* 1970), deutsche Shorttrackerin

### T
- Theo Busch (1921–1999), deutscher Maler, Grafiker und Druckereiunternehmer
- Theodor Busch (1833–1885), deutscher Gutsbesitzer
- Thomas Busch (Unternehmer) (* 1938), deutscher Unternehmer (siehe Walbusch Walter Busch)
- Thomas Busch (Musikpädagoge) (* 1977), deutscher Musikpädagoge und Hochschullehrer
- Timo Busch (* 1975), deutscher Wirtschaftswissenschaftler
- Timo Busch (Verleger) (* 1983), deutscher Verleger
- Tobias Busch (* 1988), deutscher Speedway-Fahrer

### U
- Ulrich Busch (Slawist) (1921–2021), deutscher Slawist
- Ulrich Busch (Schriftsteller) (* 1927), deutscher Schriftsteller
- Ulrich Busch (Finanzwissenschaftler) (* 1951), deutscher Finanzwirtschaftler
- Ulrich Busch-Orphal (* 1955), deutscher Komponist
- Ulrike Busch (* 1952), deutsche Hochschullehrerin für Familienplanung

### V
- Valentin Busch († 1541), französischer Glasmaler, siehe Valentin Bousch
- Valentin Busch (Eishockeyspieler) (* 1998), deutscher Eishockeyspieler
- Volker Busch (* 1971), deutscher Neurowissenschaftler und Sachbuchautor

### W
- Walter Busch (Unternehmer) (1901–1973), deutscher Unternehmer (siehe Walbusch Walter Busch)
- Walter Busch (Politiker) (1918–1986), deutscher Politiker (SPD)
- Walter Busch (Tiermediziner) (1932–2020), deutscher Veterinärmediziner
- Walter Busch (Literaturwissenschaftler) (1946–2013), deutscher Literaturwissenschaftler
- Walther Busch (1877–1954), deutscher Politiker, Oberbürgermeister von Meißen
- Werner Busch (* 1944), deutscher Kunsthistoriker
- Wilhelm Busch (Mediziner) (1826–1881), deutscher Chirurg und Hochschullehrer
- Wilhelm Busch (1832–1908), deutscher Dichter und Zeichner
- Wilhelm Busch (Historiker) (1861–1929), deutscher Historiker
- Wilhelm Busch (Instrumentenbauer) (1861–1929), deutscher Instrumentenbauer
- Wilhelm Busch (Politiker, 1867) (1867–1923), deutscher Politiker (Zentrum)
- Wilhelm Busch (Pfarrer, 1868) (1868–1921), deutscher evangelischer Pfarrer
- Wilhelm von Busch (1868–1940), deutscher kunstinteressierter Chefredakteur
- Wilhelm Busch (Chemiker) (1892–1967), deutscher Chemiker und Bergwerksdirektor
- Wilhelm Busch (Politiker, 1892) (1892–1968), deutscher Politiker (NSDAP)
- Wilhelm Busch (Pfarrer, 1897) (1897–1966), deutscher evangelischer Pfarrer
- Wilhelm Busch (Agrarwissenschaftler) (1901–1998), deutscher Agronom (Gartenbau) und Hochschullehrer
- Wilhelm Busch (Politiker, 1910) (1910–nach 1943), deutscher Politiker (NSDAP) und HJ-Führer
- Wilhelm Busch (Architekt) (* 1949), deutscher Architekt und Architekturhistoriker
- Wilhelm Busch (Kaufmann) (* 1951), deutscher Kaufmann und CDU-Politiker
- Wilhelm M. Busch (1908–1987), deutscher Illustrator
- Wilhelmina Busch-Woods (1884–1952), Kind von Adolphus Busch
- Wilhemine Busch (1934–2024), österreichische Politikerin (ÖVP)
- Willi Busch (Schauspieler) (Wilhelm Karl Jakob Busch; 1893–1951), deutscher Schauspieler
- Willi Busch (Widerstandskämpfer) (Wilhelm Busch; 1901–nach 1945), deutscher Widerstandskämpfer
- William Busch (1867–1931), deutscher Waggonfabrikant
- Willy Busch (1907–1982), deutscher Fußballspieler
- Wolfgang Busch (* 1941/1942), deutscher Jurist und Hochschullehrer